# Ayvacık (Samsun)
Ayvacık (türkisch für kleine Quitte) ist  eine Stadtgemeinde (Belediye) im gleichnamigen Ilçe (Landkreis) der Provinz Samsun an der türkischen Schwarzmeerküste und gleichzeitig eine Gemeinde der 1993 geschaffenen Büyüksehir belediyesi Samsun (Großstadtgemeinde/Metropolprovinz). Seit der Gebietsreform 2013 ist die Gemeinde flächen- und einwohnermäßig identisch mit dem Landkreis.
Ayvacık liegt ca. 40 km südöstlich des Zentrums der Provinzhauptstadt Samsun und grenzt im Südwesten an die Provinz Amasya, im Süden an die Provinz Tokat und im Südosten an die Provinz Ordu. Die im Stadtlogo manifestierte Jahreszahl (1990) dürfte ein Hinweis auf das Jahr der Erhebung zu Stadtgemeinde (Belediye) sein.
Der Landkreis Ayvacık wurde 1990 aus dem gleichnamigen Bucak (die Belediye und 19 Dörfer) des Kreises Çarşamba gebildet (Gesetz Nr. 3644).
(Bis) Ende 2012 bestand der Landkreis aus der Kreisstadt sowie 35 Dörfern (Köy), die während der Verwaltungsreform 2013 in Mahalle (Stadtviertel, Ortsteile) überführt wurden, die acht existierenden Mahalle der Kreisstadt blieben erhalten. Durch Herabstufung der Dörfer zu Stadtvierteln/Ortsteilen stieg deren Zahl auf 43 an. Den Mahalle steht ein Muhtar als oberster Beamter vor.
Ende 2020 lebten durchschnittlich 461 Menschen in jedem dieser 43 Mahalle, 1.474 Einw. im bevölkerungsreichsten (Eyüpsultan Mah.).